# Він гірший за мене
«Він гі́рший за ме́не» (італ. «Lui e' peggio di me») — італійська кінокомедія, випущена 22 лютого 1985 року з Адріано Челентано і Ренато Поццетто у головних ролях. Фільм посів 8 місце за касовими зборами в італійському кінопрокаті протягом сезону 1984-85 років.

## Сюжет
Лучано (Ренато Поццетто) і Леонардо (Адріано Челентано) — двоє друзів, ексцентричні власники автосалона для старовинних автомобілів. Їхня повсякденна співпраця та дружба поставлені під сумнів, коли одну з їхніх машин, улюблений Роллс-Ройс Леонардо, орендують для весілля гарної дівчини з Довери, Джованни, дочки комендаторе Марко Францоні.
Леонардо особисто приганяє машину до будинку Джованни. Між дівчиною та Леонардо спалахує кохання з першого погляду, і заплановане весілля зривається. Але Лучано сприймає це погано: він боїться, що через ці стосунки втратить бізнес-партнера та друга. Так починається напружена саботажна діяльність: спочатку він псує романтичну вечерю між двома закоханими, потім він дає Джованні наклепницьку інформацію про Леонардо, нарешті він попереджає Леонардо щодо проблем шлюбу, через що двоє закоханих розходяться. Однак Леонардо йде до Джованни і переконує її вийти за нього заміж і піти жити в його будинок. Для цього Леонардо повинен висилити свого сусіда Лучано, чого останній боявся з самого початку.
Лучано, залишившись без даху, йде ночувати в автосалон. Там у нього виникає спокуса помститися Леонардо й підпалити його Роллс-Ройс, але в останній момент він замислюється і рятує автомобіль і автосалон від пожежі. Під час цієї напруженої спроби гасіння пожежі Лучано отримав серйозні обпіки та був госпіталізований. Сюди за викликом лікаря прибувають Леонардо та Джованна, які знаходять Лучано при смерті. Леонардо, який у минулому подібно пожартував над Лучано, вдає, що не вірить йому й вважає це інсценуванням. Після виходу з лікарні, сидячи в машині з Джованною, Леонардо більше не стримує сліз, демонструючи свій відчай через неминучу втрату дорогого друга, коли раптом із заднього сидіння з'являється Лучано живий і здоровий. Як і підозрював Леонардо — Лучано його розіграв..

## У ролях
- Адріано Челентано — Леонардо
- Ренато Поццетто — Лучано
- Келлі ван дер Вельден — Джованна (озвучила Клаудія Бальбоні)
- Серджо Ренда — Марко Францоні, батько Джованни
- Деніел Стівен — ковбой Рой (озвучив Мікеле Каламера)
- Лемотт Юджин Аткінс — водій
- Енцо Де Тома — старий
- Флоріано Омобоні — наречений Джованни
- Понджо — Роберто, лікар
- Ліліана Боккі — дружина Роберто
- Сюзанна Мессаджо — дівчина, орендуюча автомобіль
- Раффаеле Ді Сіпіо — багатий дядько дівчини (озвучив Гвідо Чернілья)

## Знімальна група
- Режисер: Енріко Ольдоїні
- Продюсер: Маріо Чеккі Горі, Вітторіо Чеккі Горі
- Сценарист: Енріко Ольдоїні, Бернардіно Дзаппоні
- Композитор: Мануель Де Сіка
- Оператор: Алессандро Д'Ева
- Художник: Енніо Мікеттоні
- Монтаж: Антоніо Січільяно

## Місця зйомок
Салон класичних автомобілів, яким володіли двоє, знаходився на вулиці Джорджо Паллавічіно, 31 у Мілані. Значна частина фільму знята в Лоді і частково в Мілані. У парку Монца знімали сцени в сільській місцевості та ранчо родини Джованни.

## Факти
- Інша назва фільму: «Неймовірні пригоди Леонардо і Лучано».
- У фінальній частині фільму використана пісня «Fumo negli occhi», що увійшла в альбом Челентано «I miei americani» (1984).
- Частина музики з фільмі, також використовувалася у картині «Морський вовк» Мауріціо Лучіді.
- У сцені фільму де Лучано та Леонардо дискутують після жарту в ресторані, з'являється Вітторіо Чеккі Горі в ролі перехожого, здивованого кумедною суперечкою між ними.